# Epitausa rufa
Epitausa rufa är en fjärilsart som beskrevs av William Schaus 1912. Epitausa rufa ingår i släktet Epitausa och familjen nattflyn. Inga underarter finns listade i Catalogue of Life.